# Max Riese
Max Gustav Riese (* 7. Januar 1868 in Mönchengladbach; † 13. November 1943 in Rhöndorf) war ein deutscher Drogist, Unternehmer und Erfinder der Penaten-Creme.

## Leben und Wirken

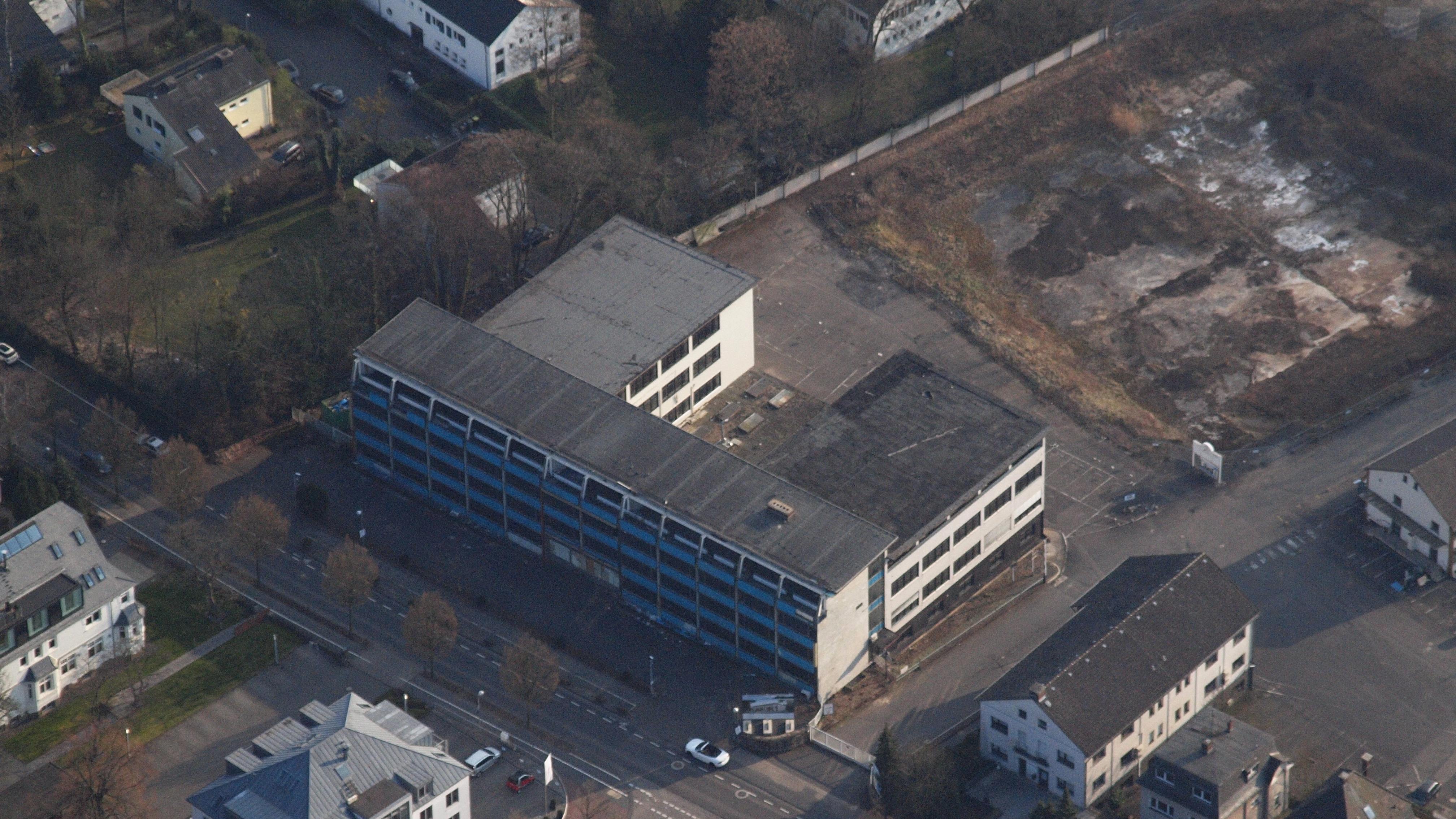
Rhöndorfer Straße 60, ehemaliges Penaten-Gebäude in Penaten-Türkis

Max Riese wurde 1868 in Mönchengladbach geboren. Sein eigentlicher Berufswunsch Apotheker erfüllte sich nicht, so dass er Drogist wurde. Seine erste eigene Drogerie eröffnete er in Düsseldorf, später wechselte er nach Köln, in das Haus Ehrenstraße 79. Riese stellte bereits dort gemeinsam mit dem Drogisten Otto Schmithausen, dem Inhaber der „Drogerie zum Bürgerhospital“, unter der Firma Palliativ, Fabrik hygienischer Produkte Schmithausen & Riese wie in einer Apotheke, mit einfachen Mitteln Salben und Heilmittel her und suchte nach einer Hautcreme, welche die empfindliche Haut von Säuglingen schützt. Seine Frau Elisabeth Riese geb. Knapp führte im selben Haus eine Papier- und Schreibwarenhandlung.
1898 baute Max Riese in Rhöndorf, einem heutigen Stadtteil von Bad Honnef, auf dem Grundstück Am Sperrbaum 5 ein Haus, wohin er mit seiner Familie zog und dort die Drogerie weiterführte.
Am 17. September 1904 meldete er das „Hautkonservierungsmittel Penaten Crème“ beim Reichspatentamt in Berlin an. Diese Marke geht auf Rieses Ehefrau Elisabeth zurück, die sich intensiv mit römischer Geschichte befasste und anregte, die Creme nach den Penaten zu benennen, den antiken Schutzgöttern eines Haushalts.
Mit der Zeit reichte der Platz in der Drogerie, wo die Dosen noch mit Spachtel per Hand befüllt wurden, nicht mehr aus, um die steigende Nachfrage zu befriedigen, so dass Riese 1908 im Ort an der Rhöndorfer Straße das Unternehmen Penaten, Fabrik Pharm. Spezialitäten gründete. Max Riese plante ursprünglich, 10.000 Dosen im Monat zu produzieren. 1928 lieferte das Unternehmen jedoch bereits 30.000 Stück im Monat, im ganzen Jahr 1939 sogar 6.019.000 Dosen (also etwa 500.000 pro Monat) aus. In der Zeit des Nationalsozialismus wurde Max Riese Mitglied der NSDAP und zog sich zunehmend aus dem Betrieb zurück, den seine Söhne Alfred und Max jr. fortführten.
Nach kurzer schwerer Erkrankung starb Max Riese 1943 im Alter von 75 Jahren in Rhöndorf. Er hinterließ neben seiner Ehefrau drei Söhne: den Arzt Alfred Riese, Max Riese jr. und den Juristen Erich Riese, außerdem vier Enkelkinder. Er wurde am 16. November 1943 auf dem Waldfriedhof in Rhöndorf beerdigt.

## Penaten Pharmazeutische Fabrik Dr. med. Riese & Co. GmbH
Das Unternehmen wurde von den Söhnen Alfred und Max fortgeführt. Der dritte Sohn, Erich Riese, kam während des Zweiten Weltkriegs ums Leben. Im Mai 1945, zwei Tage vor Ende des Zweiten Weltkriegs wurde das Werk schwer beschädigt. Bereits im August 1945 konnte die Produktion jedoch wieder aufgenommen werden, indem an vier Standorten gearbeitet wurde, an der Rommersdorfer Straße, der Kirchstraße, der Bahnhofstraße und im ehemaligen Rhöndorfer Hof. Im Oktober 1945 holten sich Alfred, bis dahin für den kaufmännischen Bereich zuständig, und Max Riese jr. als Produktentwickler im Labor, den Kölner Finanzexperten Fritz Frankenberg als geschäftsführenden Gesellschafter in ihr Unternehmen. 
Der promovierte Arzt Max Riese stellte seinen Namenszug „Dr. med. Max Riese“ als Teil des Markenzeichens zur Verfügung, verlor jedoch wegen der nichtärztlichen Tätigkeit im Entwicklungslabor des Unternehmens seine Approbation. Das Unternehmen firmierte nun als Penaten Pharmazeutische Fabrik Dr. med. Riese & Co. GmbH.
Anfang der 1950er Jahre ließ die Geschäftsführung die ersten drei Werkhallen an der Rhöndorfer Straße bauen. Die Produktpalette wurde mit Puder, Shampoo, Seife und Badezusätzen zum Komplettprogramm für die Baby-Pflege ausgebaut.
Fritz Frankenberg starb 1966, auf ihn folgte sein Sohn Helmut Frankenberg nach.
In den 1970er Jahren wurde ein Verwaltungsgebäude mit einer Fassade in den Penaten-Farben errichtet.
Nach dem Rückzug von Max Riese jr. wurde dessen Tochter Dorothee Althoff-Riese Mitglied der Geschäftsführung. Am 20. November 1974 kam Helmut Frankenberg bei einem Flugzeugabsturz ums Leben, 1975 starb Alfred Riese. Neben Dorothee Althoff-Riese führten nun Elfriede Keymer-Riese und Christa Frankenberg die Geschäfte des Unternehmens, später Pia Frankenberg, die Tochter von Helmut Frankenberg, und Alfred Nolden, ein Urenkel von Max Riese, der 1949 als Säugling auf einem Werbeaufsteller des Unternehmens abgebildet war.
1986 wurde das Unternehmen vom US-amerikanischen Konzern Johnson & Johnson übernommen, Ende des Jahres 2000 die Produktion der Penaten-Creme nach Italien und Frankreich verlagert und der Standort Rhöndorf geschlossen.
Alfred Nolden unterstützte 2013 den Aufbau einer Penaten-Sammlung im Heimatmuseum des Bürger- und Ortsvereins Rhöndorf.